# InnoGames
InnoGames GmbH é uma desenvolvedora e publicadora alemã de jogos eletrônicos com sede em Hamburgo. Fundada em 2007, concentra-se no desenvolvimento de jogos de navegador e dispositivos móveis. A empresa atingiu um volume de negócios de 220 milhões de euros em 2020 e atualmente conta com dez jogos ativos.

## História
Em 2003, os fundadores Eike e Hendrik Klindworth e Michael Zillmer criaram e lançaram o MMO de navegador Tribal Wars como um projeto de hobby. Em 2005, o jogo de estratégia em tempo real contava com dezenas de milhares de jogadores. Devido ao sucesso, os três fundadores decidiram trabalhar em tempo integral no desenvolvimento e publicação de jogos para navegador. No início de 2006, eles alugaram um escritório em sua cidade natal, Stade, elaboraram um plano de negócios e logo depois contrataram seus primeiros funcionários em tempo integral. O objetivo: comercializar Tribal Wars internacionalmente.
No início de 2007, a InnoGames GmbH foi fundada para lidar com a operação, desenvolvimento contínuo e marketing de Tribal Wars. No mesmo ano, a InnoGames mudou-se para novos escritórios em Harburg, Hamburgo, com um total de dezessete funcionários. Naquela época, o segundo jogo de navegador da empresa, The West, já estava em desenvolvimento. Em abril de 2008, o RPG ambientado no Velho Oeste foi lançado.
No outono de 2009, a InnoGames mudou-se para Harburg para poder crescer além de cinquenta funcionários. Em setembro de 2009, o novo jogo de navegador para construção de impérios da empresa, Grepolis, começou em beta aberto com um número limitado de usuários.
Em abril de 2010, a InnoGames fundou a InnoGames Korea, uma subsidiária especificamente para o mercado asiático. Em maio de 2010, foi anunciada a entrada do investidor Fidelity Growth Partners Europe (FGPE). Em julho, a empresa anunciou o lançamento do teste beta aberto do jogo do Facebook WestWars, baseado em The West. Isto foi seguido em agosto pelo beta aberto do RPG de fantasia Seven Lands.
Em fevereiro de 2011, a InnoGames lançou o innogames.com, um portal central de jogos para seus aproximadamente sessenta milhões de usuários registrados na época. Além disso, a empresa anunciou no dia seguinte que seria futuramente assessorada por Gerhard Florin como presidente. Ele trabalhou recentemente na Electronic Arts como vice-presidente executivo de publicação. Agosto viu o lançamento do teste beta aberto de Bounty Hounds Online, um jogo de ficção científica para PC baseado em cliente, para o qual a InnoGames adquiriu direitos de marketing exclusivos para a Europa.
Em abril de 2012, a InnoGames lançou a versão beta aberta de seu jogo de navegador para construção de impérios, Forge of Empires.
Em fevereiro de 2013, a InnoGames anunciou a abertura de um novo local em São Paulo, para expandir ainda mais sua posição de mercado na América do Sul. Em julho, a InnoGames anunciou que estava descontinuando o trabalho na simulação marítima 3D baseada em navegador Kartuga e ao mesmo tempo fechando o estúdio de desenvolvimento Ticking Bomb Games. Como razões, a empresa citou deficiências de qualidade e falta de adequação à sua estratégia geral de jogo multiplataforma. Em setembro, a InnoGames publicou o Grepolis para iOS, seguido por uma versão para Android em outubro.
Em março de 2014, a InnoGames mudou-se para novos escritórios com capacidade para quinhentos funcionários em Hamburgo Hammerbrook, onde a empresa ainda hoje reside. Em maio, a empresa publicou a versão para iPad do Forge of Empires, seguida pela versão para iPhone em setembro de 2014 e a versão para Android em março de 2015. Ainda em maio de 2014, foi anunciado o lançamento do jogo de estratégia Rising Generals para iOS, Android e navegador. Setembro viu o lançamento do beta aberto de Tribal Wars 2, a sequência oficial do jogo de estreia da InnoGames. Uma versão Android foi lançada em novembro.
Em janeiro de 2015, a empresa abriu um novo estúdio de desenvolvimento de jogos móveis em Düsseldorf. Em maio, a InnoGames anunciou a versão para navegador de seu jogo de estratégia de fantasia Elvenar. Em junho, Tribal Wars 2 foi publicado para iOS.
Em março de 2016, o estúdio de Düsseldorf foi complementado pelos três fundadores da Funatics, desenvolvedora de Oberhausen, e sua equipe. Em outubro, a empresa de mídia sueca Modern Times Group (MTG) adquiriu um total de 35% dos fundadores e ex-investidor da InnoGames, Eight Roads Ventures (anteriormente FGPE), com base em um valor empresarial de 260 milhões de euros.
Em fevereiro de 2017, a InnoGames anunciou a compra do jogo de estratégia para celular Warlords, baseado em turnos, produzido pelo estúdio de desenvolvimento Wooga, com sede em Berlim. Em maio, a MTG anunciou um aumento da sua participação para 51% das ações através de um investimento de mais 82,6 milhões de euros. Em setembro, Warlords foi relançado com o nome Warlords of Aternum. Em novembro de 2017, foram lançadas as versões mobile do Elvenar.
Em junho de 2018, a InnoGames anunciou que fecharia seu estúdio em Düsseldorf até o final do ano e transferiria a produção para Hamburgo.
Em fevereiro de 2019, a InnoGames anunciou o lançamento de seu jogo de estratégia baseado em turnos God Kings para dispositivos iOS e Android. Em novembro, a empresa ultrapassou um bilhão de euros em receitas totais vitalícias.
No final de 2020, a MTG aumentou a sua participação na InnoGames para 68%. A transação incluiu também a criação do grupo de jogos MTG Gaming AB ("GamingCo"). Os fundadores da InnoGames detinham aproximadamente 28% das ações da GamingCo naquela época. Em fevereiro, a empresa divulgou seu comunicado financeiro mais recente até o momento. Nele, as receitas do ano de 2020 foram estimadas em 220 milhões de euros.
Em janeiro de 2022, a InnoGames anunciou o lançamento comercial mundial do jogo de construção de cidades para dispositivos móveis, Rise of Cultures, para iOS e Android. Em contraste com o foco PvP do Forge of Empires, Rise of Cultures foca no PvE. O lançamento comercial mundial de Sunrise Village, outro jogo para dispositivos móveis, ocorreu em fevereiro. Com a simulação de exploração agrícola, a InnoGames adicionou um novo gênero ao seu portfólio de jogos. Em julho, a InnoGames tornou-se a primeira empresa de jogos alemã a publicar as suas faixas salariais. Entre outras coisas, a empresa citou a invalidação dos preconceitos existentes em relação a remuneração na indústria dos jogos e maior atratividade do empregador para funcionárias do sexo feminino, bem como para os funcionários de fora da indústria, como a motivação para essa medida. Em outubro, a versão para navegador de Rise of Cultures foi lançada.
Por ocasião do 20.º aniversário do jogo, a empresa anunciou que Tribal Wars gerou vendas totais de mais de 180 milhões de euros até junho de 2023. Isto foi seguido em agosto pelo anúncio de que o Forge of Empires havia atingido a marca de receita de um bilhão de euros.